# Villamanrique de la Condesa
Villamanrique de la Condesa é um município da Espanha na província de Sevilha, comunidade autónoma da Andaluzia, de área 57,52 km² com população de 3762 habitantes (2004) e densidade populacional de 65,40 hab/km².

## Demografia
| Variação demográfica do município entre 1991 e 2004 | Variação demográfica do município entre 1991 e 2004 | Variação demográfica do município entre 1991 e 2004 | Variação demográfica do município entre 1991 e 2004 |
| --------------------------------------------------- | --------------------------------------------------- | --------------------------------------------------- | --------------------------------------------------- |
| 1991                                                | 1996                                                | 2001                                                | 2004                                                |
| 3495                                                | 3764                                                | 3607                                                | 3762                                                |